# Шпицангле
Шпицангле су клешта са шиљатим врховима. Назив потиче из немачког језика. Постоје као обична клешта и као клешта са системом полуга који омогућава прецизнији рад. 
Једна од намена шпицангли је рад са ускочницима, иако су за ту намену предвиђена сегер клешта као наменски алат.